# ريس جونز (ضابط)
ريس جونز (بالإنجليزية: Rhys Jones)‏ هو ضابط نيوزيلندي، ولد في 2 مايو 1960 في تيمارو ‏ في نيوزيلندا.